# Circle Chart Music Awards
Circle Chart Music Awards, anteriormente conhecido como Gaon Chart Music Awards, é uma importante cerimônia de premiação musical que é apresentada anualmente na Coreia do Sul pela Korea Music Content Association, principalmente com base no desempenho comercial das canções e álbuns baseados na parada musical nacional Circle Chart.
Desde 2017, a cerimônia de premiação é transmitida ao vivo para todo o mundo via Mnet e V Live. Além da Gaon Chart ser renomeado para Circle Chart em 7 de julho de 2022, foi anunciado que o Gaon Chart Music Awards seria renomeado para Circle Chart Music Awards.

## Locais de realização
| Edição | Ano  | Data                    | Cidade Sede         | Local da Cerimônia            | Apresentador(es)                       |
| ------ | ---- | ----------------------- | ------------------- | ----------------------------- | -------------------------------------- |
| 1ª     | 2011 | 22 de fevereiro de 2012 | Seul, Coreia do Sul | Blue Square Samsung Card Hall | Taeyeon & Joo Younghoon                |
| 2ª     | 2012 | 13 de fevereiro de 2013 | Seul, Coreia do Sul | Olympic Hall                  | GaIn & Joo Young-hoon                  |
| 3ª     | 2013 | 12 de fevereiro de 2014 | Seul, Coreia do Sul | Olympic Gymnastics Arena      | Kwon Yuri & Oh Sang-jin                |
| 4ª     | 2014 | 28 de janeiro de 2015   | Seul, Coreia do Sul | Olympic Gymnastics Arena      | Leeteuk & Hyeri                        |
| 5ª     | 2015 | 17 de fevereiro de 2016 | Seul, Coreia do Sul | Olympic Hall                  | Leeteuk & Yura                         |
| 6ª     | 2016 | 22 de fevereiro de 2017 | Seul, Coreia do Sul | Jamsil Arena                  | Leeteuk & Solar                        |
| 7ª     | 2017 | 14 de fevereiro de 2018 | Seul, Coreia do Sul | Jamsil Arena                  | Leeteuk & Dahyun                       |
| 8ª     | 2018 | 23 de janeiro de 2019   | Seul, Coreia do Sul | Jamsil Arena                  | Kim Jong-kook & Nancy                  |
| 9ª     | 2019 | 8 de janeiro de 2020    | Seul, Coreia do Sul | Jamsil Arena                  | Leeteuk & Lia                          |
| 10ª    | 2020 | 13 de janeiro de 2021   | Seul, Coreia do Sul | CJ E&M Center                 | Leeteuk, Lia, Jae Jae & Joo Young-hoon |

## Prêmios

### Canção do Ano
| Edição | Ano  | Vencedores        | Vencedores       | Vencedores    | Vencedores      | Vencedores            | Vencedores                  | Vencedores    | Vencedores  | Vencedores               | Vencedores    | Vencedores   | Vencedores       |
| Edição | Ano  | Janeiro           | Fevereiro        | Março         | Abril           | Maio                  | Junho                       | Julho         | Agosto      | Setembro                 | Outubro       | Novembro     | Dezembro         |
| ------ | ---- | ----------------- | ---------------- | ------------- | --------------- | --------------------- | --------------------------- | ------------- | ----------- | ------------------------ | ------------- | ------------ | ---------------- |
| 1ª     | 2011 | Secret            | IU               | K.Will        | BIGBANG         | 2NE1                  | Secret                      | T-ara         | Leessang    | Davichi                  | Lee Seung-gi  | Wonder Girls | IU               |
| 2ª     | 2012 | T-ara             | BIGBANG          | BIGBANG       | Busker Busker   | Girls' Generation-TTS | Wonder Girls                | 2NE1          | PSY         | Seo In-guk & Jung Eun-ji | Gain          | Lee Hi       | Lee Seung-gi     |
| 3ª     | 2013 | Girls' Generation | Sistar19         | Davichi       | PSY             | 4Minute               | Sistar                      | Dynamic Duo   | San E       | Soyou & Mad Clown        | IU            | Miss A       | Seo In-guk & Zia |
| 4ª     | 2014 | Girl's Day        | Soyou & Junggigo | 2NE1          | Akdong Musician | g.o.d                 | Taeyang                     | San E & Raina | Park Bo Ram | Sistar                   | Kim Dong Ryul | MC Mong      | Apink            |
| 5ª     | 2015 | Mad Clown         | Naul             | MC Mong       | Miss A          | BIGBANG               | BIGBANG                     | BIGBANG       | BIGBANG     | iKON                     | Taeyeon       | Zico         | PSY              |
| 6ª     | 2016 | GFriend           | Mamamoo          | Jang Beom-jun | Twice           | Urban Zakapa          | Sistar                      | Wonder Girls  | BLACKPINK   | Im Chang-jung            | Twice         | BLACKPINK    | BIGBANG          |
| 7ª     | 2017 | Akdong Musician   | Twice            | IU            | IU              | Psy                   | G-Dragon                    | EXO           | Sunmi       | Sechs Kies               | Epik High     | Wanna One    | Twice            |
| 8ª     | 2018 | iKON              | Roy Kim          | Big Bang      | Twice           | Bolbbalgan4           | BLACKPINK                   | Twice         | Red Velvet  | Im Chang-jung            | IU            | Jennie       | Ben              |
| 9ª     | 2019 | MC the Max        | Hwasa            | Taeyeon       | Bolbbalgan4     | Davichi               | Jang Hye-jin e Yoon Min-soo | Ben           | Sunmi       | AKMU                     | MC Mong       | IU           | Red Velvet       |
| 10ª    | 2020 | Zico              | BTS              | MC the Max    | Oh My Girl      | IU X Suga             | BLACKPINK                   | Zico          | BTS         | ChungHa x Christopher    | BLACKPINK     | BTS          | SMTM9            |

### Álbum do Ano
| Edição | Ano  | Vencedores        | Vencedores            | Vencedores   | Vencedores        |
| Edição | Ano  | 1° Trimestre      | 2° Trimestre          | 3° Trimestre | 4° Trimestre      |
| ------ | ---- | ----------------- | --------------------- | ------------ | ----------------- |
| 1ª     | 2011 | TVXQ              | Beast                 | Super Junior | Girls' Generation |
| 2ª     | 2012 | BIGBANG           | Girls' Generation-TTS | Super Junior | TVXQ              |
| 3ª     | 2013 | Girls' Generation | Cho Yong-pil          | EXO          | EXO               |
| 4ª     | 2014 | TVXQ              | EXO                   | Super Junior | Super Junior      |
| 5ª     | 2015 | EXO               | EXO                   | Super Junior | EXO               |
| 6ª     | 2016 | Got7              | EXO                   | EXO          | BTS               |
| 7ª     | 2017 | BTS               | Seventeen             | BTS          | Wanna One         |
| 8ª     | 2018 | Wanna One         | BTS                   | BTS          | EXO               |
| 9ª     | 2019 | Seventeen         | BTS                   | Seventeen    | EXO               |
| 10ª    | 2020 | BTS               | Baekhyun              | Seventeen    | BTS               |

### Novo Artista do Ano
| Edição | Ano  | Vencedores      | Vencedores        | Vencedores      | Vencedores   |
| Edição | Ano  | Grupo Masculino | Grupo Feminino    | Cantor Solo     | Cantora Solo |
| ------ | ---- | --------------- | ----------------- | --------------- | ------------ |
| 1ª     | 2011 | B1A4            | Apink             | Huh Gak         | Kim Bo-kyung |
| 2ª     | 2012 | B.A.P           | Hello Venus       | John Park       | Ailee        |
| 3ª     | 2013 | BTS             | Ladies' Code      | Jung Joon-young | Lim Kim      |
| 4ª     | 2014 | WINNER          | Mamamoo           | —               | —            |
| 5ª     | 2015 | iKON            | GFriend           | —               | —            |
| 6ª     | 2016 | NCT 127         | BLACKPINK         | —               | —            |
| 7ª     | 2017 | Wanna One       | —                 | Woo Won-jae     | —            |
| 8ª     | 2018 | Stray Kids      | (G)I-DLE & IZ*ONE | Haon            | —            |
| 9ª     | 2019 | TXT             | ITZY              | —               | —            |
| 10ª    | 2020 | Enhypen         | aespa             | —               | —            |

### Descoberta do Ano
| Edição | Ano  | Vencedores (Categoria) | Vencedores (Categoria) | Vencedores (Categoria) | Vencedores (Categoria) | Vencedores (Categoria) | Vencedores (Categoria) |
| Edição | Ano  | Hip-Hop                | Indie                  | R&B                    | Balada                 | Trot                   | Grupo                  |
| ------ | ---- | ---------------------- | ---------------------- | ---------------------- | ---------------------- | ---------------------- | ---------------------- |
| 1ª     | 2011 | —                      | The Koxx               | Noel                   | —                      | —                      | Girl's Day             |
| 2ª     | 2012 | Double K               | 3rd Line Butterfly     | —                      | —                      | —                      | —                      |
| 3ª     | 2013 | —                      | Rose Motel             | —                      | —                      | —                      | —                      |
| 4ª     | 2014 | Epik High              | —                      | —                      | —                      | —                      | —                      |
| 5ª     | 2015 | Song Min-ho            | Hyukoh                 | Zion.T                 | —                      | Lee Ae Ran             | —                      |
| 6ª     | 2016 | BewhY                  | Bolbbalgan4            | Dean                   | Han Dong-geun          | —                      | —                      |
| 7ª     | 2017 | Changmo                | MeloMance              | Heize                  | Hwang Chi-yeul         | —                      | —                      |
| 8ª     | 2018 | —                      | —                      | Punch                  | Ben                    | —                      | —                      |
| 9ª     | 2019 | —                      | —                      | —                      | Kassy                  | —                      | N.flying               |
| 10ª    | 2020 | —                      | —                      | —                      | —                      | Young Tak              | —                      |

### Canção do Ano a Longo Prazo
| Edição | Ano  | Vencedor          | Canção                 |
| ------ | ---- | ----------------- | ---------------------- |
| 3ª     | 2013 | Girl's Day        | "Expectation"          |
| 4ª     | 2014 | Soyou & Jung Gigo | "Some"                 |
| 5ª     | 2015 | Naul              | "You in The Same Time" |
| 6ª     | 2016 | MC the Max        | "No Matter Where"      |
| 7ª     | 2017 | IU                | "Through the Night"    |
| 8ª     | 2018 | iKon              | "Love Scenario"        |
| 9ª     | 2019 | Paul Kim          | "Me After You"         |
| 10ª    | 2020 | IU                | "Blueming"             |

### Álbum de Varejo do Ano
| Edição | Ano  | Vencedor | Album                      |
| ------ | ---- | -------- | -------------------------- |
| 9ª     | 2019 | BTS      | "Map of the Soul: Persona" |
| 10ª    | 2020 | BTS      | "Map of the Soul: 7"       |

### Vendedor de Kit do Ano
| Edição | Ano  | Vencedor | Album                      |
| ------ | ---- | -------- | -------------------------- |
| 9ª     | 2019 | EXO      | "Obsession"                |
| 10ª    | 2020 | NCT      | "NCT 2020 Resonance Pt. 1" |

### Artista Popular do Ano
| Edição | Ano  | Vencedor                  | Canção                          |
| ------ | ---- | ------------------------- | ------------------------------- |
| 3ª     | 2013 | Roy Kim & Jung Joon-young | "Becoming Dust"                 |
| 4ª     | 2014 | Im Chang-jung             | "A Glass of Soju"               |
| 5ª     | 2015 | So Chan Whee              | "Tears"                         |
| 6ª     | 2016 | MC the Max                | "No Matter Where"               |
| 7ª     | 2017 | Yoon Jong-shin            | "Like It"                       |
| 8ª     | 2018 | Jang Deok Cheol           | "Good Old Days"                 |
| 9ª     | 2019 | Lim Jae Hyun              | "If There Was Practice in Love" |
| 10ª    | 2020 | Hwang in-wook             | "Phocha"                        |

### Performance Quente do Ano
| Edição | Ano  | Vencedor   |
| ------ | ---- | ---------- |
| 3ª     | 2013 | Apink      |
| 4ª     | 2014 | AOA        |
| 5ª     | 2015 | Red Velvet |
| 5ª     | 2015 | VIXX       |
| 6ª     | 2016 | Seventeen  |
| 6ª     | 2016 | Infinite   |
| 7ª     | 2017 | NU'EST W   |
| 7ª     | 2017 | Got7       |
| 8ª     | 2018 | Seventeen  |
| 9ª     | 2019 | NCT Dream  |
| 9ª     | 2019 | Chungha    |
| 10ª    | 2020 | IZ*ONE     |
| 10ª    | 2020 | Stray Kids |

### Canção Internacional do Ano
| Edição | Ano  | Artista        | Canção             |
| ------ | ---- | -------------- | ------------------ |
| 1ª     | 2011 | Maroon 5       | Moves Like Jagger  |
| 2ª     | 2012 | Maroon 5       | "Payphone"         |
| 3ª     | 2013 | DJ Gollum      | "The Bad Touch"    |
| 4ª     | 2014 | Maroon 5       | "Maps"             |
| 5ª     | 2015 | Adele          | "Hello"            |
| 6ª     | 2016 | Maroon 5       | "Don't Wanna Know" |
| 7ª     | 2017 | Ed Sheeran     | "Shape of You"     |
| 8ª     | 2018 | Camila Cabello | "Havana"           |
| 9ª     | 2019 | Anne-Marie     | "2002"             |

### Melhor Produtor/Compositor
| Edição | Ano  | Vencedores          | Vencedores    |
| Edição | Ano  | Produtor            | Compositor    |
| ------ | ---- | ------------------- | ------------- |
| 1ª     | 2011 | Yoon Sang           | Kim I-Na      |
| 2ª     | 2012 | Teddy               | Kim Eana      |
| 3ª     | 2013 | Duble Sidekick      | Kim Eana      |
| 4ª     | 2014 | Min Yeon Jae        | Kim Do Hoon   |
| 5ª     | 2015 | Black Eyed Pilseung | Kim Eana      |
| 6ª     | 2016 | Black Eyed Pilseung | Jo Yoon Kyung |
| 7ª     | 2017 | Pdogg               | IU            |
| 8ª     | 2018 | Teddy               | Seo Ji Eum    |
| 9ª     | 2019 | Black Eyed Pilseung | Min Yeon Jae  |
| 10ª    | 2020 | Pop Time            | IU            |

### Estilo do Ano
| Edição | Ano  | Vencedores           | Vencedores                   |
| Edição | Ano  | Coreógrafo           | Estilista                    |
| ------ | ---- | -------------------- | ---------------------------- |
| 1ª     | 2011 | Prepix               | Seo Soo-kyung                |
| 2ª     | 2012 | Lee Joo-seon         | Song Jeong-ok                |
| 3ª     | 2013 | Yama & Hot Chicks    | Jung Bo-yoon                 |
| 4ª     | 2014 | Choreography Team DQ | Park Seo-hyun, Choi Ji-hyang |
| 5ª     | 2015 | Yama & Hot Chicks    | Ji Eunie                     |
| 6ª     | 2016 | Son Sung Deuk        | Choi Hee Sun                 |
| 7ª     | 2017 | Lia Kim              | Kim Ye-jin, Choi Kyung-won   |
| 8ª     | 2018 | Son Sung Deuk        | Ji Eunie                     |
| 9ª     | 2019 | Choi Ri An           | Choi Hee Sun                 |
| 10ª    | 2020 | Son Sung Deuk        | Kim Bal-ko & Park Min-hee    |

### Produtor/Produção Musical do Ano
| Edição | Ano  | Vencedor                             | Trabalho                 |
| ------ | ---- | ------------------------------------ | ------------------------ |
| 1ª     | 2011 | Kim Kwang Soo(Core Contents Media)   | –                        |
| 2ª     | 2012 | Yang Hyun-suk (YG Entertainment)     | –                        |
| 3ª     | 2013 | Yang Hyun-suk (YG Entertainment)     | –                        |
| 4ª     | 2014 | Kim Shi-dae (Starship Entertainment) | –                        |
| 5ª     | 2015 | Yang Hyun-suk (YG Entertainment)     | –                        |
| 6ª     | 2016 | Bang Si-hyuk (Big Hit Entertainment) | –                        |
| 7ª     | 2017 | Fave Entertainment                   | IU - "Through the Night" |
| 8ª     | 2018 | YG Entertainment                     | Ikon - "Love Scenario"   |
| 9ª     | 2019 | MNH Entertainment                    | Chungha – "Gotta Go"     |
| 10ª    | 2020 | AMBITION MUSIK                       | Changmo - "Meteor"       |

### Estrela Social do Ano
| Edição | Ano  | Vencedor  |
| ------ | ---- | --------- |
| 9ª     | 2019 | BTS       |
| 10ª    | 2020 | BLACKPINK |

### Contribuição para o K-pop
| Edição | Ano  | Artista         |
| ------ | ---- | --------------- |
| 1ª     | 2011 | Lee Soo Man     |
| 2ª     | 2012 | Hong Seung-sung |
| 3ª     | 2013 | Cho Yong-pil    |
| 4ª     | 2014 | Shin Hae-chul   |
| 6ª     | 2016 | Sechs Kies      |
| 7ª     | 2017 | Yoon Jong-shin  |
| 8ª     | 2018 | BTS             |
| 10ª    | 2020 | Lee Soo-man     |

### Hallyu World Star
| Edição | Ano  | Vencedor  |
| ------ | ---- | --------- |
| 3ª     | 2013 | 2NE1      |
| 4ª     | 2014 | Kara      |
| 5ª     | 2015 | BTS       |
| 6ª     | 2016 | Shinee    |
| 7ª     | 2017 | Got7      |
| 8ª     | 2018 | Seventeen |
| 9ª     | 2019 | Monsta X  |
| 10ª    | 2020 | NCT       |

### World K-pop Rookie
| Edição | Ano  | Vencedores | Vencedores |
| ------ | ---- | ---------- | ---------- |
| 3ª     | 2013 | B.A.P      | —          |
| 4ª     | 2014 | BTS        | —          |
| 5ª     | 2015 | Seventeen  | AOA        |
| 7ª     | 2017 | —          | BLACKPINK  |
| 8ª     | 2018 | The Boyz   | Momoland   |
| 9ª     | 2019 | Stray Kids | (G)I-DLE   |
| 10ª    | 2020 | Ateez      | Itzy       |

### Mubeat Global Choice Awards
| Edição | Ano  | Vencedores      | Vencedores |
| Edição | Ano  | Masculino       | Feminino   |
| ------ | ---- | --------------- | ---------- |
| 10ª    | 2020 | Lim Young-woong | BLACKPINK  |

## Prêmios Descontinuados

### Prêmio de Popularidade Móvel
| 3ª | 2013 | EXO       |
| 4ª | 2014 | EXO       |
| 5ª | 2015 | EXO       |
| 6ª | 2016 | Sehun     |
| 6ª | 2016 | EXO       |
| 7ª | 2017 | Taeyeon   |
| 7ª | 2017 | Wanna One |

### Prêmios Especiais
| Edição | Ano  | Prêmio                         | Vencedores        |
| ------ | ---- | ------------------------------ | ----------------- |
| 1ª     | 2011 | Prêmio Especial Oricon         | Girls' Generation |
| 2ª     | 2012 | Hallyu Special Award           | CN Blue           |
| 4ª     | 2014 | Weibo Kpop Star Award          | Super Junior      |
| 5ª     | 2015 | Weibo Kpop Star Award          | Sehun             |
| 5ª     | 2015 | Grupo mais Influente da Ásia   | BIGBANG           |
| 6ª     | 2016 |                                |                   |
| 6ª     | 2016 | V Live Global Popularity Award | BTS               |

### Prêmio de Gênero Musical
| 4ª | 2014 | Epik High (Hip hop) |
| 5ª | 2015 | Mino (Hip Hop)      |
| 5ª | 2015 | Hyukoh (Indie)      |
| 5ª | 2015 | Lee Ae Ran (Trot)   |
| 5ª | 2015 | Zion.T (R&B)        |

### Nova Plataforma de Mídia
| Edição | Ano  | Vencedores  | Vencedores |         |      |
| ------ | ---- | ----------- | ---------- | ------- | ---- |
| Edição | Ano  | 1ª          | 2011       | YouTube | Daum |
| 3ª     | 2013 | Bugs!       | -          |         |      |
| 4ª     | 2014 | Kakao Music | -          |         |      |

### Distribuição de Musica
| Edição | Ano  | Vencedores         | Vencedores      |
| Edição | Ano  | Online             | Offline         |
| ------ | ---- | ------------------ | --------------- |
| 2ª     | 2012 | LOEN Entertainment | KMP Holdings    |
| 3ª     | 2013 | CJ E&M Music       | CJ E&M Music    |
| 4ª     | 2014 | Universal Music    | Universal Music |

### Engenheiro de Som do Ano
| Edição | Ano  | Vencedor      |
| ------ | ---- | ------------- |
| 1ª     | 2011 | Ko Seung-wook |
| 2ª     | 2012 | Jeon Hoon     |
| 3ª     | 2013 | Jo Joon-sung  |

## Maiores vencedores
| Posição          | 1º  | 2º  | 3º | 4º       | 5º        | 6º        | 7º                                      | 8º               |
| ---------------- | --- | --- | -- | -------- | --------- | --------- | --------------------------------------- | ---------------- |
| Artista          | BTS | EXO | IU | Big Bang | BLACKPINK | Seventeen | Twice, Girls' Generation & Super Junior | Wanna One & iKon |
| Total de prêmios | 18  | 16  | 13 | 11       | 9         | 8         | 6                                       | 5                |